# Encoptolophus robustus
Encoptolophus robustus är en insektsart som beskrevs av Rehn, J.A.G. och Morgan Hebard 1909. Encoptolophus robustus ingår i släktet Encoptolophus och familjen gräshoppor. Inga underarter finns listade i Catalogue of Life.